# Herink
Herink település Csehországban, a Kelet-prágai járásban. Herink Jesenice, Dobřejovice, Radějovice, Popovičky és Modletice településekkel határos. Lakosainak száma 1089 fő (2024. január 1.).

## Népesség
A település lakosságának változását az alábbi diagram mutatja:
| Lakosok száma | 166  | 161  | 164  | 109  | 88   | 72   | 577  | 740  | 981  | 1089 |
|               | 1869 | 1890 | 1921 | 1950 | 1980 | 2001 | 2017 | 2019 | 2022 | 2024 |